# Greilada elegans
Greilada elegans är en snäckart. Greilada elegans ingår i släktet Greilada och familjen Polyceridae. Inga underarter finns listade i Catalogue of Life.